# Poznikovo
Poznikovo je naselje v Občini Velike Lašče.